# Меїр Шалев
Меїр Шалев (івр. מאיר שלו; 29 липня 1948, Нахалаль, Ізраїль — 11 квітня 2023) — ізраїльський письменник. Його твори перекладені 16-ма мовами. Син Іцхака Шалева.

## Біографія
Дитинство провів у мошаві Нахалаль. Його батько — видатний ізраїльський письменник Іцхак Шалев (роман «Справа Габріеля Тироша» витримав 19 видань на івриті, в перекладі на російську мову вийшов у видавництві «Книга-Сефер»).
У 1966 призваний в Армію оборони Ізраїлю. Служив у бригаді Голані. Брав участь у боях на Голанських висотах під час Шестиденної війни. В одному з боїв Війни на Виснаження був важко поранений. Після закінчення служби в армії вивчав психологію в Єврейському університеті в Єрусалимі (1969—1973), у ці ж роки працював водієм «Маген-Давид Адом», навчався на курсах теле — і радіоведучих при Управлінні державного телерадіомовлення.
Першою публікацією Шалева були вірші в газеті «Маарів» (1969), з 1974 року він почав працювати як теле- і радіоведучий, завоювавши популярність завдяки гумору, притаманному його передачам. У 1987 році Шалев покинув телебачення і радіо, цілком присвятивши себе літературній роботі.
Вів колонку в газеті «Едіот Ахронот».

### Романи
- 1988 — Російський роман
- 1991 — Есав
- 1994 — Як кілька днів…
- 1998 — У своєму домі в пустелі…
- 2002 — Фонтанелла
- 2006 — Голуб і Хлопчик
- 2009 — Діло було так
- 2013 — Вийшли дві ведмедиці з лісу

### Нон-фікшн
- 1985 — Біблія сьогодні
- 1995 — Головним чином про кохання
- 1998 — Мій Єрусалим
- 2008 — Вперше в Біблії

### Книги для дітей
- 1982 — Хлопчик Хаїм і чудовисько з Єрусалима
- 1987 — Ямочки на щоках Зохар
- 1988 — Тато усіх змушує червоніти
- 1990 — Воша Нехама
- 1993 — Як неандерталець випадково придумав кебаб
- 1994 — Змій, потоп і два ковчега. Біблійні історії для дітей
- 1995 — Трактор і пісочниця

## Переклади українською
- Меїр Шалєв. Моя російська бабуся та її американський пилосос. — Х. : Фоліо, 2012. — 285 с. — ISBN 978-966-03-5083-0.

## Цікаві факти
- Меїр Шалев на особисте прохання покійного виголосив промову на похороні Давида Шахара[5].